# Zygomyia humeralis
Zygomyia humeralis är en tvåvingeart som först beskrevs av Christian Rudolph Wilhelm Wiedemann 1817.  Zygomyia humeralis ingår i släktet Zygomyia och familjen svampmyggor. Inga underarter finns listade i Catalogue of Life.